# Queguay Chico
Queguay Chico je rijeka u Urugvaju. Glavna je pritoka rijeke Queguay Grande, u koju se i ulijeva na kraju svog toka dugog 105 kilometara.
Pripada slijevu Atlantskog oceana. Svrstava se u rijeke srednjih duljina. Presjeca 151. kilometar Državne ceste 26, pa na tom mjestu teče ispod mosta.